# پیکاسا
پیکاسا یک ابزار برای منظم کردن و مشاهدهٔ عکس است. برای سازمان‌دهی کردن و ویرایش عکس‌های دیجیتالی به همراه یک وبگاه برای به اشتراک گذاشتن است که اصالتاً برای ایدیالب است که از سال ۲۰۰۴ به مالکیت گوگل درآمده‌است.
پیکاسا از نام پابلو پیکاسو، نقاش نامدار اسپانیایی، گرفته شده‌است. در ژوئیهٔ سال ۲۰۰۴ گوگل پیکاسا را خرید و آن را به صورت رایگان در اختیار عموم گذاشت.
این نرم‌افزار در ویندوز اکس‌پی، ویندوز ۷ و مک‌اواس ایکس وجود دارد که در «گوگل لب» در دسترس همه است. نسخهٔ لینوکس پیکاسا به نام واین واین نیز تهیه شده‌است که به همراه نسخهٔ ویندوز آن است و به‌تنهایی نسخه‌ای برای آن نوشته نشده‌است.

## تاریخچه نسخه‌ها

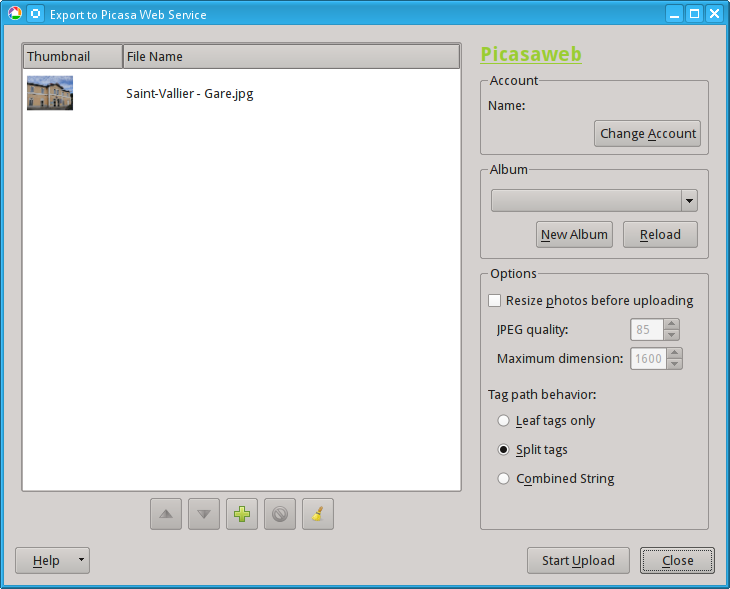
نرم افزار پیکاسا

### ویندوز
این برنامه ابتدا برای این سیستم عامل نوشته شد.

### لینوکس
از اوائل سال ۲۰۰۶ نسخه ۲٫۲ برای لینوکس به صورت رایگان در اختیار کاربران این سیستم عامل قرار گرفت. این نسخه اقتباسی از نسخه ویندوز آن است که بر اساس نسخه کتابخانه «واین» نوشته شده‌است.
گوگل اعلام کرد که به علت استفاده کم کاربران لینوکس از این نرم‌افزار، پیکاسای ۳٫۵ برای لینوکس نخواهد داشت ولی با این وجود نسخه ۳٫۸ ویندوز، از طریق کتابخانه‌های لینوکس و «واین» برای لینوکس هم قابل استفاده است.

### مکینتاش
در ۵ ژانویه سال ۲۰۰۹ گوگل اعلام کرد که نسخه آزمایشی از پیکاسا برای کاربران مکینتاش (فقط آنهایی که پروسسور اینتل بر روی آنها سوار است) ارائه کند به همراه یک پلاگین برای آی فوتو برای آپلود عکس‌ها بر روی اینترنت وجود دارد.